# Октябрьское сельское поселение (Зуевский район)
Октябрьское сельское поселение — муниципальное образование в составе Зуевского района Кировской области России.
Центр — посёлок Октябрьский.

## История
Октябрьский сельсовет образовался в 1961 году в результате переноса центра Гребенского сельсовета из деревни Хлыбы в Октябрьский. В 1978 году в Октябрьском сельсовете числилось 2 населённых пункта: посёлки Березовка и Октябрьский. В 1997 году Октябрьский сельсовет преобразован в Октябрьский сельский округ. В 2001 году в результате объединения Октябрьского и Городищенского сельских округов к территории Октябрьского сельского округа присоединилось 3 населенных пункта: деревни Березник, Городище и Поля.
1 января 2006 года в соответствии с Законом Кировской области от 07.12.2004 № 284-ЗО образовано Октябрьское сельское поселение, в него вошла территория бывшего Октябрьского сельского округа.

## Население
| 2010 | 2012  | 2013  | 2014 | 2015 | 2016 | 2017 |
| ---- | ----- | ----- | ---- | ---- | ---- | ---- |
| 1144 | ↘1091 | ↘1041 | ↘998 | ↘962 | ↗963 | ↘927 |
| 2018 | 2019  | 2020  | 2021 |      |      |      |
| ↘915 | ↘885  | ↘852  | ↘697 |      |      |      |

## Состав сельского поселения
В состав поселения входят 5 населённых пунктов:
| № | Населённый пункт | Тип населённого пункта          | Население |
| - | ---------------- | ------------------------------- | --------- |
| 1 | Березник         | деревня                         | 64        |
| 2 | Березовка        | посёлок                         | 26        |
| 3 | Городище         | деревня                         | ↘95       |
| 4 | Октябрьский      | посёлок, административный центр | ↘1795     |
| 5 | Поля             | деревня                         | 4         |